# Bad Lieutenant (groupe)
Pour les articles homonymes, voir Bad Lieutenant (homonymie).
Bad Lieutenant est un groupe de rock britannique, originaire d'Angleterre. Il est formé par trois des anciens membres de New Order. Fin 2006, New Order avait annoncé sa rupture. Ce groupe qui avait succédé à Joy Division en 1980 existait depuis 26 ans.  Le groupe Bad Lieutenant a sorti son premier album en octobre 2009, Never Cry Another Tear.

## Biographie

### Formation (2008)
En mai 2007, Peter Hook annonce la fin de son groupe, New Order. En 2008, Bad Lieutenant est formé, et comprend Bernard Sumner et Phil Cunningham de New Order, accompagné de Jake Evans de Rambo and Leroy. Leur premier et à ce jour unique album, Never Cry Another Tear, fait aussi participer Stephen Morris des New Order (batterie), Jack Mitchell (batterie), Tom Chapman (basse) et Alex James de Blur (basse). En juillet 2009, Stephen Morris fait part de ses impressions au sein du nouveau groupe après la séparation de New Order : « Je ne suis que sur quelques morceaux, mais c'est super de jouer de nouveau avec eux. » Le groupe fait participer Morris à la batterie, et Chapman à la basse pour les tournées.

### Never Cry Another Tear(2009–2011)
Le 2 juillet 2009, Bernard Sumner confirme la sortie du single Sink or Swim le 28 septembre 2009, extrait de leur album Never Cry Another Tear. Le single est publié gratuitement sur le site web du groupe avant sa sortie physique ; il est suivi de plusieurs remixes par Mark Reeder, James Bright et de The Teenagers. Le groupe effectue ensuite une tournée britannique entre octobre et novembre 2009. Ils sont ensuite annoncés avec les Pet Shop Boys pour leur Pandemonium Tour.
Twist of Fate est publié comme deuxième single le 22 mars 2010, suivi d'un remix de Poisonous Intent. Le single est remixé par Mark Reeder, AK47, Koishii and Hush, et James Bright. Le groupe reprend la chanson In the Ghetto sur l'album Key to Change. Le 17 février 2011, Jake Evans annonce sur le MySpace du groupe de nouvelles chansons. Le 11 mars 2011, le groupe annonce sa tournée en tête d'affiche au Friends of Mine Festival à Capesthorne Hall le 20 mai avec The Charlatans, The Lightning Seeds, Buzzcocks, The Fall, The Cribs, The Farm, John Cooper Clarke, Mr Scruff et Goldblade. Le groupe décidera ensuite de se séparer.

## Membres

### Derniers membres
- Bernard Sumner - chant, chœurs, guitare, claviers
- Phil Cunningham - guitare, claviers
- Jake Evans - chant, chœurs, guitare, claviers

### Musiciens live
- Tom Chapman - basse
- Stephen Morris - batterie
- Alex James de Blur

Peter Hook est le seul membre du New Order de 2006 à ne pas participer au groupe. Il fait à l'époque partie du groupe Freebass, qui a la particularité de comprendre 3 bassistes.